# Tibetanska imperiet
Tibetanska imperiet (tibetanska: བོད་ཆེན་པོ (bod chen po), 'Stora Tibet') var ett kungarike i Tibet, som fanns mellan 600- och 800-talet, huvudsakligen på den Tibetanska högplatån, men med utsträckning i Centralasien, Östasien och Sydasien.
Den inhemska tibetanska historieskrivningen lämnar en lång kungalängd, men det finns också externa källor från 600-talet och framåt, framför allt kinesiska. Kinesiska historiker kallade landet 吐蕃, vilket i modern tid uttalas Tǔfān eller  Tǔbō. Den första regenten över imperiet var Songtsän Gampo. Från hans regim och framåt utvidgades imperiet gradvis. Under Ralpacans regeringstid (815-838) sträckte sig riket från Tarimbäckenet till Himalaya och Bengalen och från Pamir till vad som idag är de kinesiska provinserna Gansu och Yunnan.
Den svåra terrängen och därmed svårigheterna att transportera varor och förflytta trupper, tillsammans med nya influenser när riket expanderade gjorde att ställningen för regenten I centrum av imperiet försvagades. Till exempel uppstod konflikter mellan anhängare av den i området traditionella bön-religionen och förespråkare för den nyligen introducerade buddhismen. Inbördeskrig utbröt och riket kollapsade på 840-talet.

## Kungalängd
Det var klanledaren Namri Songtsän, också känd som Namri Löntsän, som tog ledningen över omgivande klaner, en efter en, i motståndet mot  Zhangzhung. Han kom att kontrollera områdena runt det som nu är Lhasa, innan han mördades ungefär 618 e. Kr. Området var det embryo som skulle komma att bli det Tibetanska imperiet. 608-609 sände Songtsän två ambassadörer till den kinesiska Sui-dynastin, vilket kan sägas markera den egentliga början för imperiet.

### Songtsän Gampo (618–650)

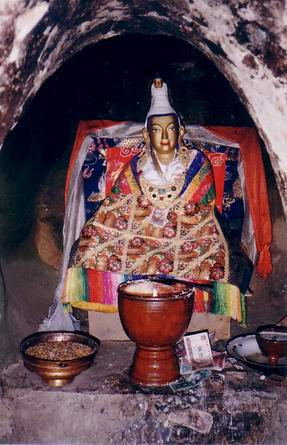
En staty av Songtsän Gampo i en grotta vid Yerpa, öster om Lhasa.

Songtsän Gampo (Srong-brtsan Sgam-po) var den förste regenten i imperiet. Han tog över kontrollen av området när hans far Namri Songsten blev giftmördad ungefär 618. Songtsän Gampo utvidgade riket utanför Lhasa och Yarlung-dalen och är enligt historieskrivningen den som introducerade buddhismen i Tibet. 635-636 invaderade och besegrade imperiet kungariket Tuyuhun (tibetanska ‘A zha) vid Qinghaisjön (även Koko Nor) vilket ledde till att det Tibetanska imperiet kom att kontrollera viktiga handelsrutter till Kina.
Songtsän Gampo dog 650 och efterträddes av sin sonson Trimang Löntsen (Khri-mang-slon).

### Mangsong Mangtsen (650–676)
Trimang Löntsen (Khri-mang-slon) med regentnamnet Mangsong Mangtsen var bara ett spädbarn när han tillträdde som regent. Den verkliga makten utövades därför till en början av ministern Gar Songtsän, under vilken imperiet tillskansade sig en allt bättre över omgivningarna. 665-670 erövrades även kungariket Khotan av imperiet. Gar Songtsän dog 667. Våren 670 anföll tibetanerna de återstående kinesiska områdena i västra Tarimbäckenet efter att ha besegrat  Tangdynastins styrkor i slaget vid Dafei-floden (i närheten av Qinghaisjön). Därefter erövrade de även Aksu och erhöll därigenom kontroll över hela regionen.
Mangsong Mangtsen äktade Thrimalö (Khri-ma-lod), en kvinna som skulle få stor betydelse i Tibets historia. Vintern 676-677 avled Mangtsen, samma år som hans tronföljande son, Tridu Songtsän (Khri 'dus-srong btsan eller Khri-'dus-srong-rtsan) föddes.

### Tridu Songtsän (677–704)

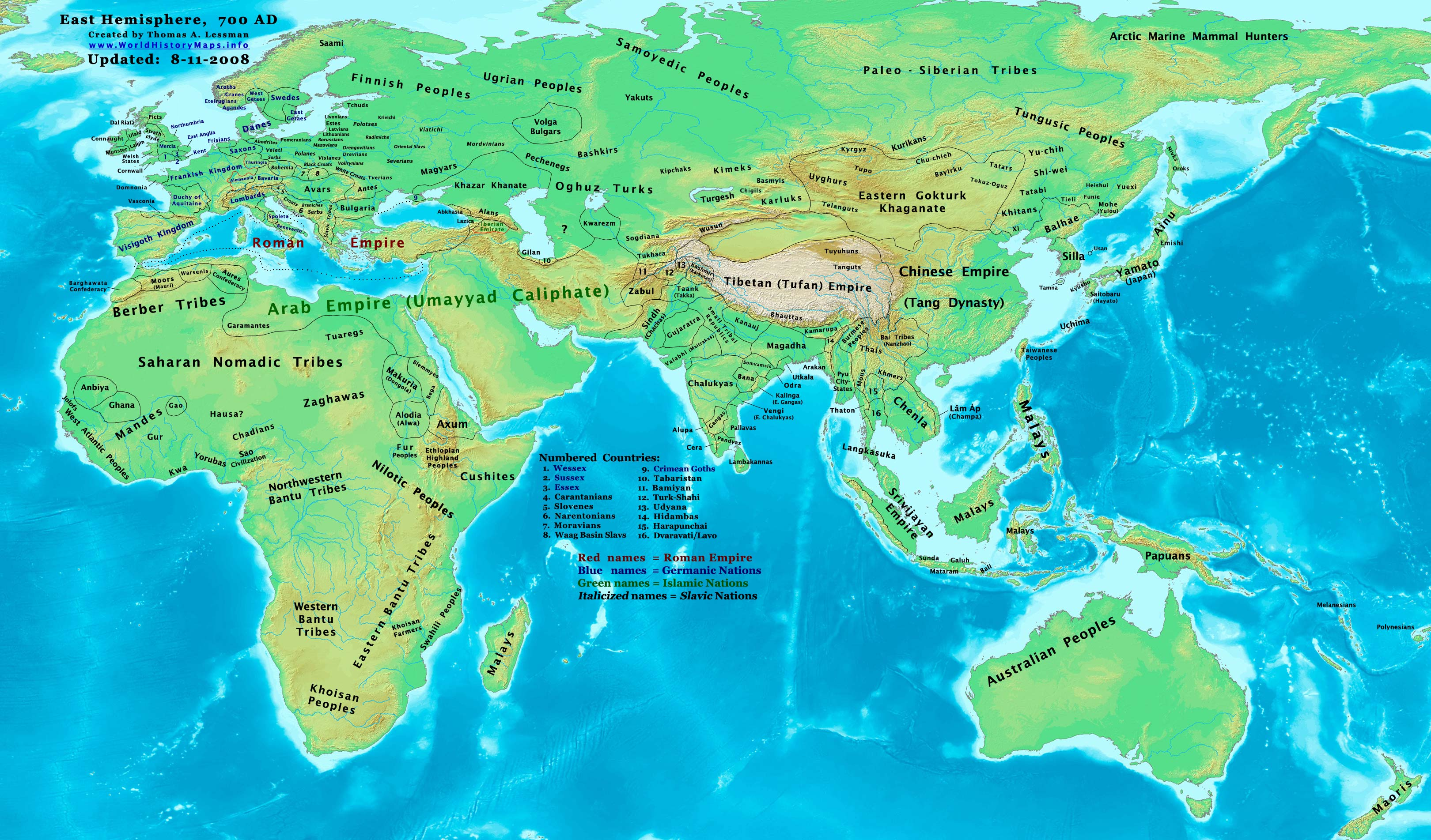
Tibetanska imperiet 700 e.Kr.

Det blev åter en tid där den nye regenten var ett barn. Modern Thrimalö kom att stå för en stor del av den reella makten. Den andra delen utövades av Gar-klanen  (Wylie-translitterering mgar; men också sgar och ′gar), som tros ha härstammat från det nomadiska folket Yuezhi, som bosatte sig i Qinghai-området någon gång efter 300 f.Kr. Deras inflytande varade till 698 när Tridu Songsten bjöd in dem – cirka 2000 personer – till en jaktutflykt som slutade med att Gar-klanens medlemmar massakrerades.
Från år 700 var kungen på fälttåg medan Thrimalö regerade i hans namn.

### Tride Tsuktsän (704–754)
Gyeltsugru (Rgyal-gtsug-ru), föddes 704 och blev känd under kunganamnet Tride Tsuktsen (Khri-lde-gtsug-brtsan). Han var spädbarn vid Tridu Songtsäns bortgång och Thrimalö kom åter att utöva den reella makten. Gyeltsugrus kungakrona utmanades av hans bror, Lha Balpo (Lha Bal-pho), tillika Tridu Songtsäns äldste son, men anspråken tillbakavisades.
Officiellt tillträdde Gyältsugru 712, samma år som hans mormor Thrimalö avled. Under hans regim förlorade tibetanerna nästan hela Centralasien till kineserna. 755 blev Tride Tsuktsen mördades av två av sina ministrar, Lang och ‘Bal, som senare också inledde en revolt, som slogs ner av armén.

### Trisong Detsen (756–797 eller 804)

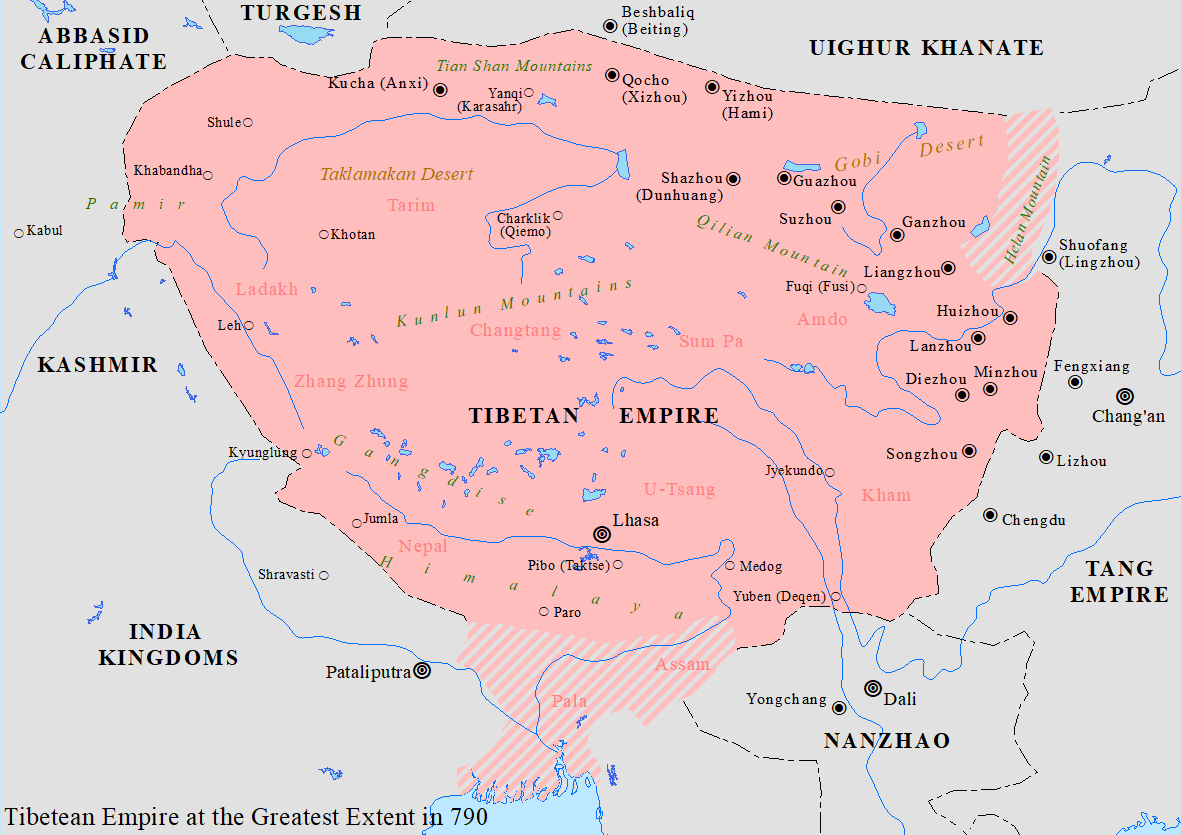
Karta över Tibetanska imperiet när det var som störst, år 790.

År 756 kröntes prins Song Detsän till regent med namnet Trisong Detsen (Khri sron lde brtsan) efter ett års interregnum. Han var då 13 gammal. Vid den här tiden försvagades Kina efter An Lushan-upproret (751-763) och Tibet fick åter ett ökat inflytande i Centralasien.
Tibetanerna intog 763 den kinesiska huvudstaden Chang'an, numera Xi'an. Nanzhaoriket hade varit under tibetansk kontroll sedan år 750 och nu införlivades ytterligare områden i regionen. Tibet behöll kontrollen fram till 794 när invånarna reste sig och gjorde gemensam sak med kineserna.
I den gamla byn  Shöl framför Potalapalatset finns en stenpelare, Lhasa Shöl rdo-rings, även kallad Doring Chima, som daterar sig tillbaka till Trisong Detsens regim, år 764. Den bär en redogörelse för erövringen av nordvästra Kina och erövringen av Chang'an.

### Muné Tsenpo (797–799?)
Trisong Detsen ska ha haft fyra söner. Den äldste, Mutri Tsenpo, verkade ha dött i unga år. När Trisong Detsen drog sig tillbaka lämnade han över makten till den äldste bland de söner som var i livet, Muné Tsenpo (Mu-ne btsan-po). Enligt de flesta tillgängliga källor regerade Muné endast ungefär ett och ett halvt år. Sedan ska han ha giftmördats på updrag av sin mor.
Efter Munés död stod Mutik Tsenpo närmast som tronföljare. Emellertid hade han bannlyst från Lhasa för att ha mördat en minister och befann sig i Lhodak Kharchu nära den bhutanska gränsen. Det som framgår klart av källorna är att den yngste brodern, Tride Songtsän, definitivt var vid makten från år 804.

### Tride Songtsän (799–815)
Tride Songtsän (Khri lde srong brtsan) var huvudsakligen känd under namnet Sadnalegs.) Under hans styre pågick ett utdraget krig mot Abbasidkalifatet.

### Tritsu Detsen (815–838)
Tritsu Detsen (Khri gtsug lde brtsan) blev känd under regentnamnet Ralpacan.  Han anses vara mycket viktig för den tibetanska buddhismens historia, och nämns tillsammans med Songtsän Gampo och Trisong Detsen som en av tre dharmakungar (Wylie: chosgyal). Han bjöd in hantverkare, lärda och översättare från grannländerna och gav också generöst stöd till utvecklandet av ett tibetanskt skriftspråk, vilket var en god grund för utvecklandet av den tidiga ordbok sanskrit-tibetanska som fick titeln Mahavyutpatti.
Tibet attackerade Uyghur-territoriet år 816 och blev i sin tur attackerade 821. Efter flera lyckade tibetanska raider in på kinesisk mark mäklade buddhister i de båda länderna sedan fred.
Ralpacan mördades av ministrar som förespråkade Bön-religionen och ersattes av sin broder Langdarma, som var uttalat anti-buddhistisk.
Tibetanska imperiet nådde sin kulmen under Ralpacans regeringstid och innefattade då delar av Kina, Indien, Nepal, Kungadömet Khotan, Baltistan, Pakistan (Gilgit och Hunza), Zhangzhung, Turkestan, Sogdiana och Yugur.

### Langdarma (838–842)

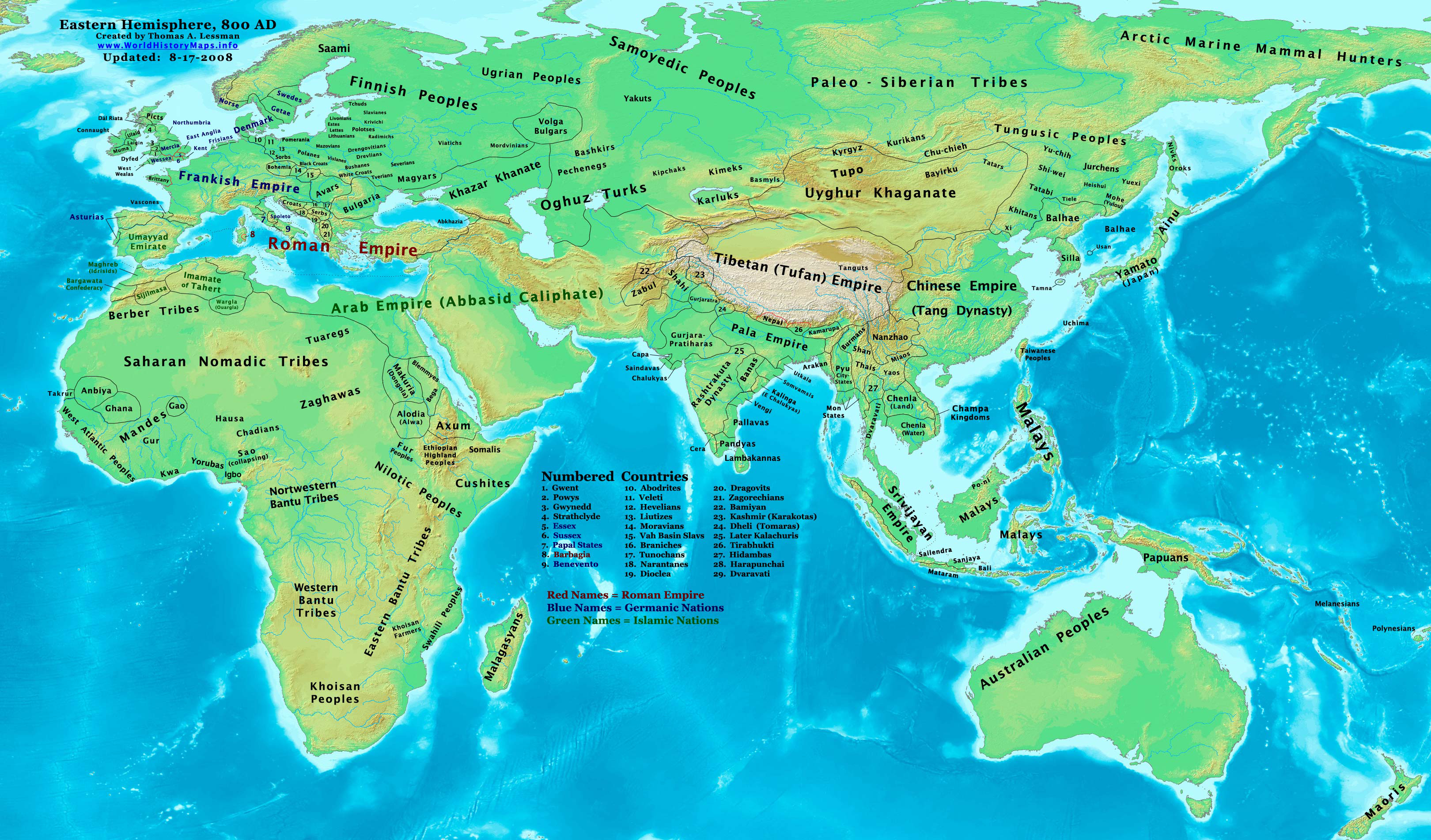
Det Tibetanska imperiet år 820.

Langdarmas (Glang dar ma) regeringstid, med regentnamnet  Tri Uidumtsaen (Khri 'U'i dum brtsan) präglades av utrikesproblem. Uyghur-territoriet i norr invaderades av kirgiserna 840 och många i befolkningen flydde till Tibet.  Langdarma mördades av en buddhistisk eremit år 842.